# Lenine (huyện)
Huyện Lenine (tiếng Ukraina: Ленінський район, chuyển tự: Lenines’kyi raion) là một huyện của tỉnh Krym. Huyện Lenine có diện tích 2919 km², dân số theo điều tra dân số ngày 5 tháng 12 năm 2001 là 69653 người với mật độ 24 người/km2. Trung tâm huyện nằm ở Lenine.